# Palacio Real de Valladolid
El Palacio Real de Valladolid fue la residencia oficial de los reyes de España cuando Valladolid fue sede de la Corte (1601-1606).
Se encuentra situado en la Plaza de San Pablo. Fue habitado por los monarcas Carlos I, Felipe II y Felipe III, en el palacio además nació el 8 de abril de 1605 el futuro Felipe IV. También fue ocupado por Napoleón durante la guerra de la Independencia.
Ha llegado al presente con numerosas alteraciones estructurales de sus primitivas trazas, concluidas en torno a 1528. Actualmente, es la sede de la IV Subinspección General del Ejército de Tierra.

## Historia

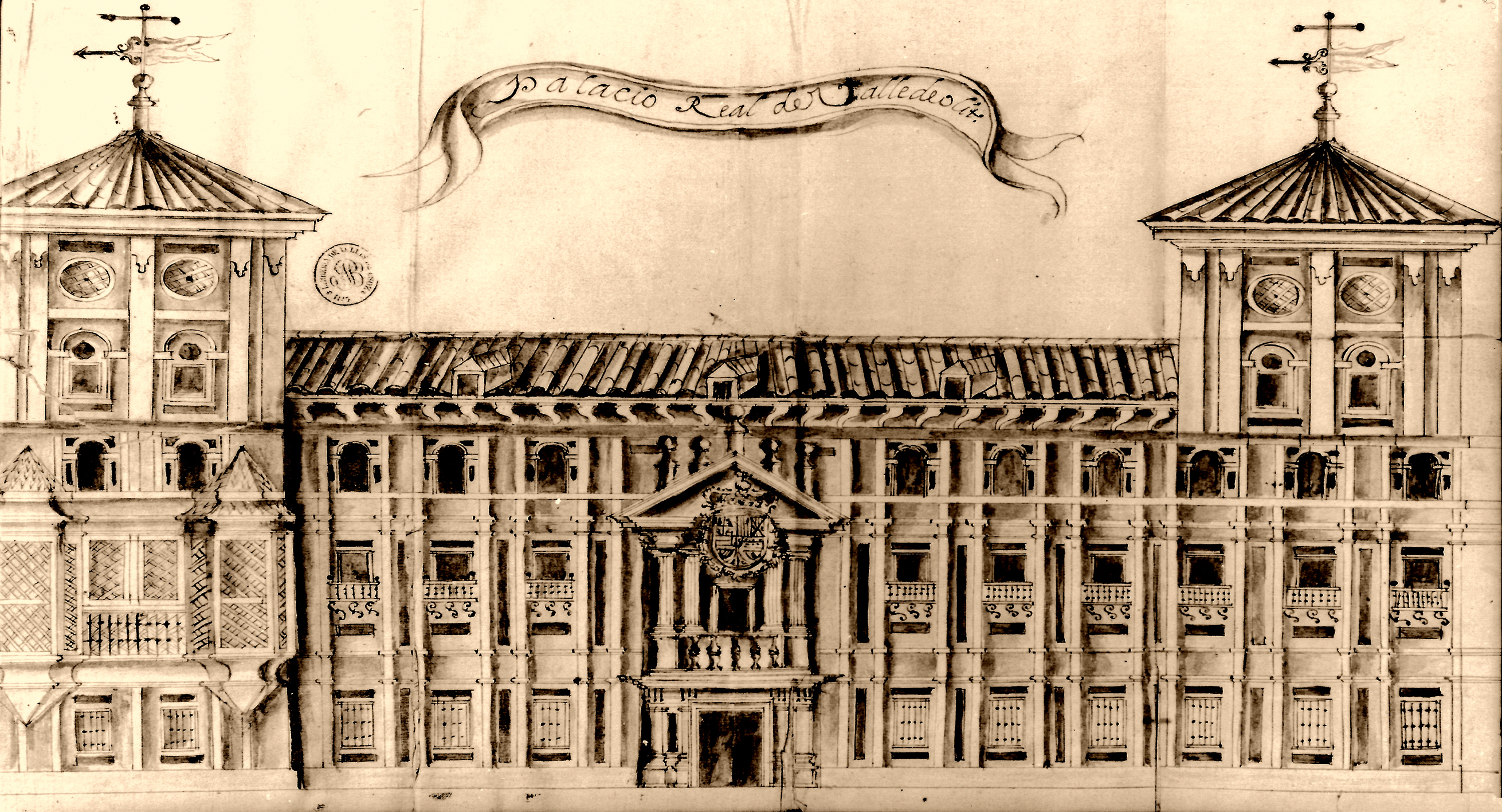
Dibujo de la fachada hacia 1780 por Diego Pérez Martínez.

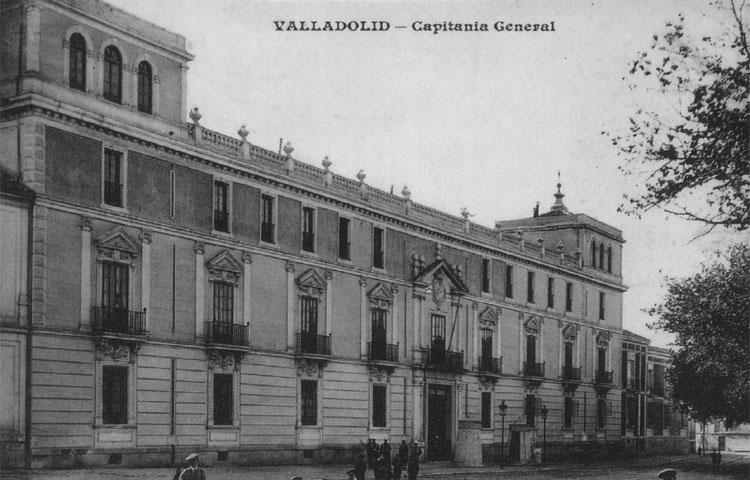
El palacio en 1909.

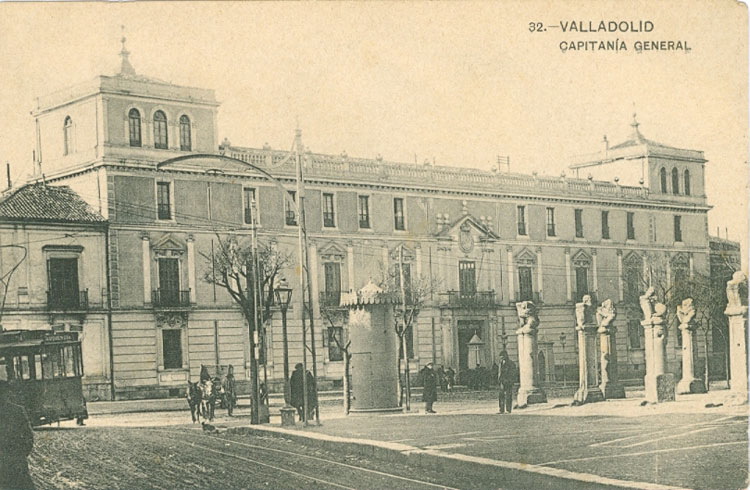
Postal del Palacio, principios.

A pesar de que los reyes estaban presentes en Valladolid a menudo, no contaban con un Palacio Real. Cuando la Corte se asienta en esta ciudad, el palacio de Francisco de los Cobos cumplió esa función. Hasta entonces residían en casas de nobles, con los que les unían lazos de amistad.
Francisco de los Cobos fue secretario de Estado con Carlos V. Nacido en Úbeda, De los Cobos forjó una impresionante carrera política. Se casa en 1522 con María de Mendoza y Sarmiento, hija de los Condes de Ribadavia, logrando así el grado de nobleza que de cuna no poseía.
De Los Cobos levantó su palacio cerca de sus suegros (Palacio de los Condes de Ribadavia) y cerca de la Iglesia de San Pablo, según un proyecto de 1524 del arquitecto real Luis de Vega. Está dispuesto en torno a un magnífico patio renacentista. 

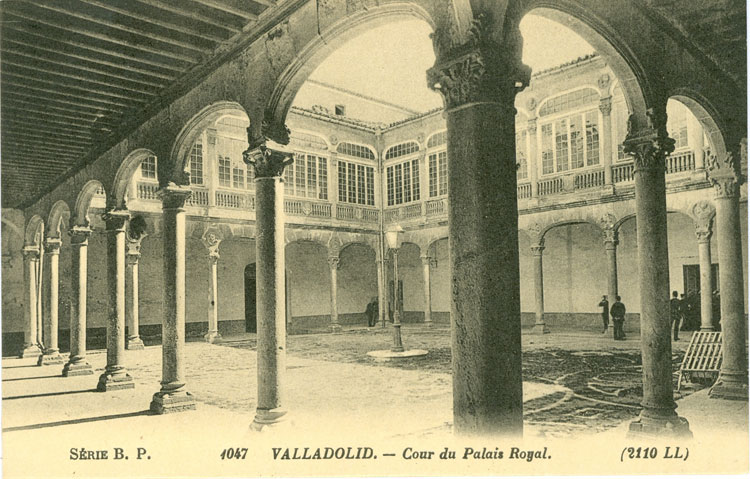
Patio.

Carlos I habitó el Palacio durante sus estancias en Valladolid y en 1537 Isabel de Portugal daría aquí a luz al infante Juan que sólo sobreviviría unos meses.
Felipe II aún príncipe vivió en el Palacio Real de la ciudad su primer matrimonio con María Manuela de Portugal y el nacimiento de su primogénito Carlos.
Santa Teresa de Jesús habitó el Palacio invitada por la marquesa de Camarasa cuando la religiosa llegó a Valladolid para fundar en 1568 el primer convento de la reforma de la Orden del Carmen.
En 1601, a instancias del valido del rey Felipe III de España, el Duque de Lerma, se trasladó de nuevo la corte a Valladolid, pero se volvió a mudar en 1606. Durante este tiempo nacieron en este Palacio Real el futuro Felipe IV, y su hermana, Ana de Austria, que sería reina de Francia y madre de Luis XIV. Estuvo suntuosamente decorado con pinturas y mobiliario. La segunda boda del rey Carlos II, con Mariana de Neoburgo, se llevó a cabo en 1690 en la iglesia del Convento de San Diego, dentro del conjunto del Palacio.

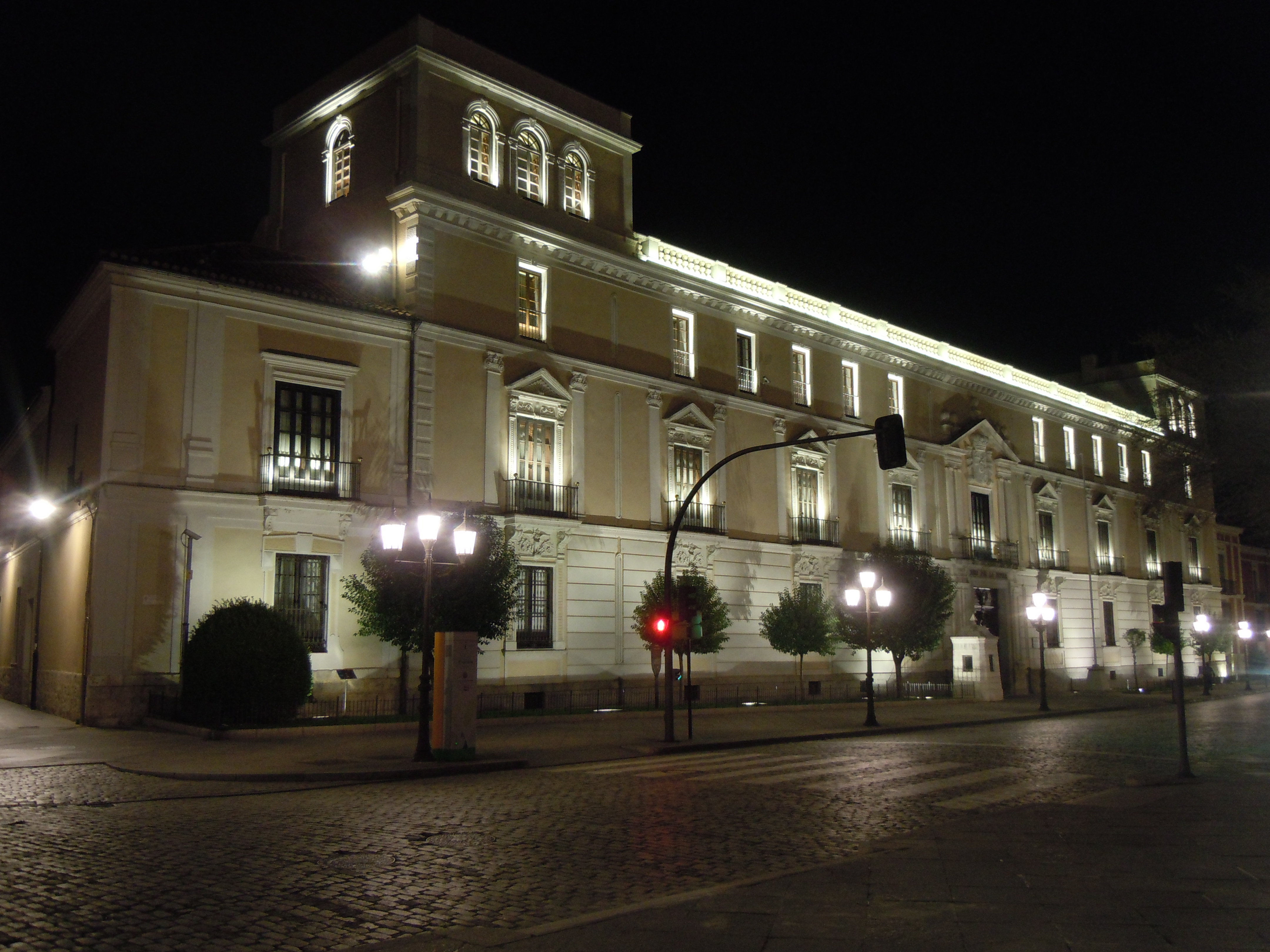
Vista nocturna del Palacio.

Napoleón Bonaparte se alojó en el Palacio Real de Valladolid en enero de 1809, desde donde preparó diversos planes bélicos y partió a sus guerras centroeuropeas.

## Edificio

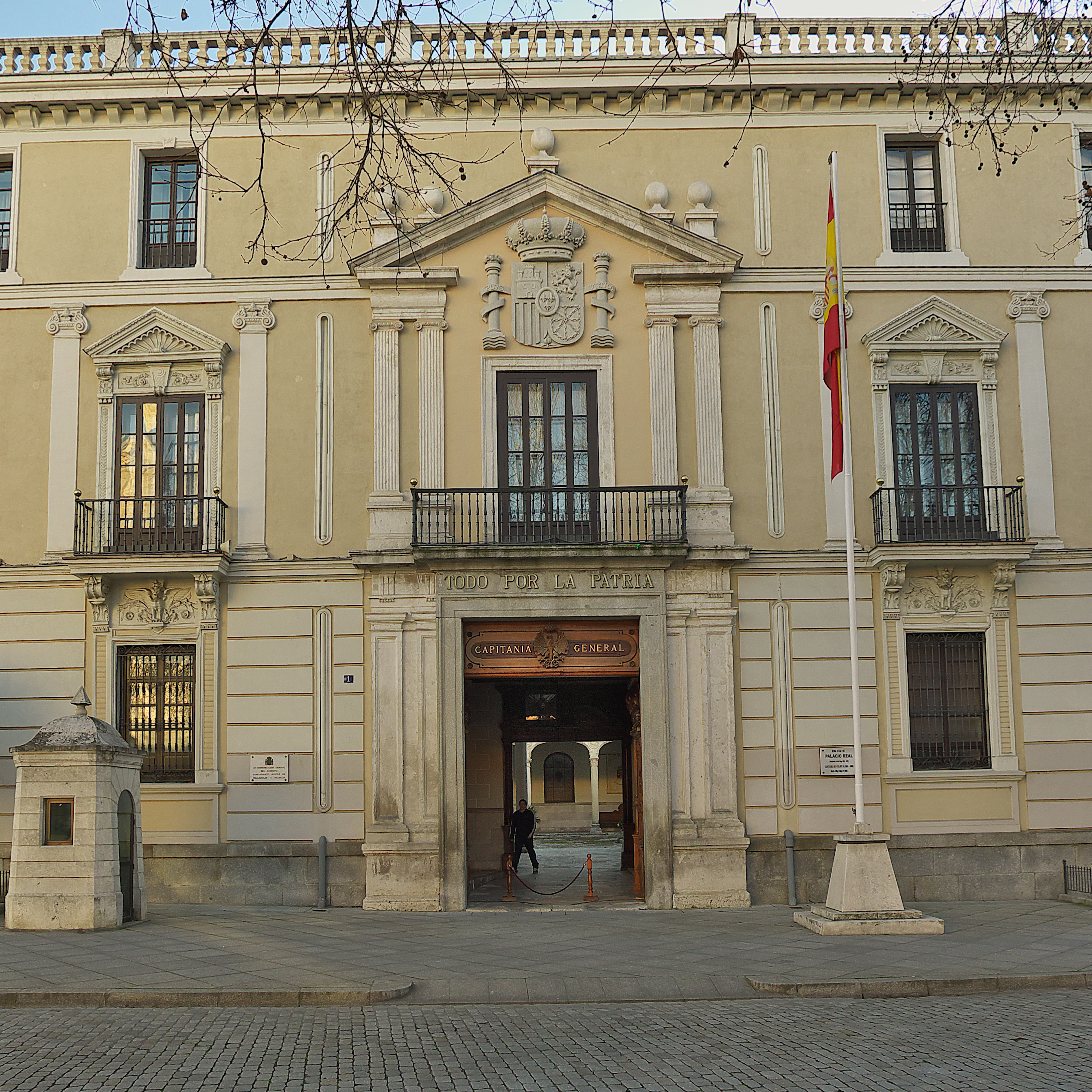
Fachada principal.

De sus dos patios, el primero es singular por sus dos pisos de arcos carpaneles que posee decoración de medallones atribuidas a Esteban Jamete y escudos de los diferentes territorios pertenecientes al Imperio español, y el segundo -más conocido como Galería de los Príncipes de Saboya- tiene arquería de medio punto y una fuente central de mármol decorada con sirenas. 
La amplia escalera principal, construida a finales del siglo XVIII por Ventura Rodríguez recuerda la disposición y proporciones de la imperial del Alcázar de Toledo. Ya en el siglo XVII se traza la nueva fachada con torres a los extremos, dos primeras alturas exhibiendo una marcada sobriedad de motivos que dio en llamarse herreriana, y la tercera, el ritmo alternante palladiano. Ello se encuentra hoy bajo la remodelación, enfoscado y nueva decoración neorrenacentista de comienzos del siglo XX.
Desde el siglo XIX acoge la Capitanía General de la VII Región Militar (actual IV Subinspección General) del Ejército de Tierra. A comienzos del siglo XX se realizan importantes intervenciones, para llegar al presente con numerosas alteraciones estructurales de sus primitivas tracerías.